# 최하나 (영화 감독)
최하나(1992년 ~ )는 대한민국의 영화 감독이다.
대구 출신으로 7세 때까지 살았다고 한다. 부모님은 교사였다. 한국예술종합학교 영상원 영화과에 입학하였고 재학중 대단한단편영화제 상영작 〈고슴도치 고슴〉을 연출했다. 2016년 졸업했다. 졸업 작품으로 쓴 장편 시나리오를 바탕으로 2020년 장편 영화 《애비규환》을 발표했다.

## 연출 작품 목록
- 고슴도치 고슴(2012) …감독(단편)
- 마음의 소리(2014) …감독(단편)
- 애비규환(2020) …감독, 각본